# Horn (Band)
Horn ist eine deutsche Extreme-Metal-Band aus Paderborn.

## Geschichte
Horn wurde 2002 als Einmannprojekt des Musikers Nerrath gegründet. Seitdem wirkten in der Vergangenheit nur Gastmusiker an den musikalischen Veröffentlichungen mit und die Liveauftritte werden durch eine Livebesetzung ermöglicht. 2007 gründete Nerrath das Nebenprojekt Licht erlischt ….

## Stil
Der Musikstil ist als am klassischen Black Metal orientierter Pagan Metal zu umschreiben, allerdings in ruhigerer und weniger brutaler Form, als im Black Metal häufig zu finden. Bis einschließlich des 2008 veröffentlichten Albums Naturkraft wurden neben traditionellen Black-Metal-Instrumenten wie Gitarre oder Schlagzeug auch Keyboardpassagen, Akustikgitarre oder Naturgeräusche und Hornstöße zur Untermalung einer naturbezogenen Ausrichtung eingearbeitet. Die Texte waren zu der Zeit rein auf Naturmystik und Naturerfahrungen bezogen.
Seit der Veröffentlichung des Albums Distanz im Jahr 2010 verschob sich der musikalische und textliche Stil weg von den naturmystisch-atmosphärischen Anleihen hin zu klassischerem Black-Metal-Stil. Die Texte und Covergestaltungen nahmen neben dem weiterhin vorhandenem Naturbezug verstärkt historische Themen auf, wie beispielsweise den Ersten Weltkrieg (Feldpost), den Zweiten Weltkrieg (Konflikt) oder das Leben des Spätmittelalters bzw. der Frühen Neuzeit (Turm am Hang).
Darüber hinaus wurden neben den zuvor rein deutsch- und englischsprachigen Texten auch welche in norwegischer, schwedischer, finnischer, niederländischer und isländischer Sprache aufgegriffen.

## Diskografie
Demos
- 2003: Wanderszeit (Selbstveröffentlichung)
- 2004: Der Forst im Frühjahr (Selbstveröffentlichung)

Alben
- 2005: Jahreszeiten (Selbstveröffentlichung)
- 2006: Die Kraft der Szenarien (Black Blood Records)
- 2008: Naturkraft (Black Blood Records)
- 2010: Distanz (Black Blood Records)
- 2013: Konflikt (Northern Silence Productions)
- 2015: Feldpost (Northern Silence Productions)
- 2017: Turm am Hang (Northern Silence Productions)
- 2020: Mohngang (Iron Bonehead Productions)
- 2022: Verzet (Selbstveröffentlichung)
- 2023: XX(20) (Northern Silence Productions)
- 2024: Daudswiärk (Northern Silence Productions)

EPs
- 2018: Retrograd (Iron Bonehead Productions)

Singles
- 2021: Alpenrekorder (Selbstveröffentlichung)
- 2021: Kampen (Selbstveröffentlichung)